# Kostel svatého Jiljí (Podlesie)
Kostel svatého Jiljí je historický římskokatolický dřevěný kostel v obci Podlesie v okrese Częstochowa ve Slezském vojvodství v Polsku. 
Náleží pod římskokatolickou farnost svatého Jiljí v Podlesí (děkanát koniecpolský, diecéze kieleká), je zapsán ve vojvodském seznamu památek pod registračním číslem 372 z 14. ledna 1957, 413/67 z 21. června1967 a 222/76/A z 25. ledna1978 a je součástí Stezky dřevěné architektury ve Slezském vojvodství. U kostela se nachází historická dřevěná zvonice z roku 1808.

## Historie
První zmínky o kostele v obci Podlesie jsou z roku 1325 a 1470. V roce 1657 byl spálen Švédy. Nový byl postaven a vysvěcen v roce 1728 majitelem panství Aleksandrem Tęgoborským. V letech 1782–1787 byl přestavěn do dnešní podoby za vydatné pomoci Aleksandra Potockého, vlastníka zdejšího panství a pozdějšího ministra policie Varšavského knížectví.

## Architektura

### Exteriér
Kostel je neorientovaná jednolodní podezděná dřevěná roubená stavba, na severní straně ukončená užším a menším kněžištěm. Stěny kostela jsou bedněny deskami. Loď i kněžiště mají obdélníkový půdorys. Za kněžištěm, v jeho prodloužení, je sakristie. Vchod do kostela vede přes malý přístavek. Střecha kostela je sedlová, dvouhřebenová, krytá šindelem; osmiboký sanktusník zakončený cibulí má lucernu krytou plechem. Vchodový přístavek dostal sedlovou střechu, nad níž je trojúhelníkový štít lodi s podlomenicí.

### Interiér
V interiéru je valená klenba. Kruchta je podepřena dvěma sloupy ve střední části s vypouklým parapetem a s barokními varhany. Sponový trám ve vítězném oblouku tvořený dvěma volutami nese barokní krucifix z 18. století. Hlavní oltář je rokokový z konce 18. století s obrazem svatého Jiljí. Boční oltáře jsou barokní ze začátku 18. století. Polychromie byla provedena v letech 1960–1962 při opravě kostela. Ambon a dřevěná křtitelnice jsou barokní. Přístup na ambon vede schody přes boční oltář.

## Zvonice
Zvonice z roku 1808 je volně stojící dřevěná stavba štenýřové konstrukce postavená na půdorysu čtverce. Je zakončená jehlanovou stupnicovou střechou krytou šindelem.